# Tiro com arco na Universíada de Verão de 2009
O tiro com arco na Universíada de Verão de 2009 foi disputado no a Academia Militar e teve como local de treinamento e aquecimento o Stadium FC "Rad", ambos em Belgrado na Sérvia entre 7 e 11 de julho de 2009.

## Calendário
| Tiro com arco | Jun | Julho | Julho | Julho | Julho | Julho | Julho | Julho | Julho | Julho | Julho | Julho | Julho |
| Tiro com arco | 30  | 1     | 2     | 3     | 4     | 5     | 6     | 7     | 8     | 9     | 10    | 11    | 12    |
| ------------- | --- | ----- | ----- | ----- | ----- | ----- | ----- | ----- | ----- | ----- | ----- | ----- | ----- |
| Masculino     |     |       |       |       |       |       |       |       |       |       |       | 4     |       |
| Feminino      |     |       |       |       |       |       |       |       |       |       |       | 4     |       |
| Misto         |     |       |       |       |       |       |       |       |       |       | 2     |       |       |

|  | Dia de competição |  | Dia de final |

## Medalhistas

### Masculino
| Evento     | Ouro                                                             | Prata                                                         | Bronze                                                       |
| Individual | Individual                                                       | Individual                                                    | Individual                                                   |
| ---------- | ---------------------------------------------------------------- | ------------------------------------------------------------- | ------------------------------------------------------------ |
| Recurvo    | UKR Viktor Ruban                                                 | TPE Wang Cheng-Pang                                           | UKR Dmytro Hrachov                                           |
| Composto   | USA Steven Gatto                                                 | ITA Federico Pettenazzo                                       | RUS Danzan Khaludorov                                        |
| Equipe     |                                                                  |                                                               |                                                              |
| Composto   | USA Estados Unidos Steven Gatto Zachary Plannick Stephen Schwade | MEX México Gerardo Alvarado Hafid Jaime Eduardo Villaseñor    | RUS Rússia Danzan Khaludorov Anton Khlyshchenko Denis Segin  |
| Recurvo    | KOR Coreia do Sul Kim Jae-Hyeong Kim Seong-Hoon Park Hee-Jae     | TPE Taipé Chinês Kuo Cheng-Wei Sung Chia-Chun Wang Cheng-Pang | ITA Itália Matteo Fissore Massimiliano Mandia Amedeo Tonelli |

### Feminino
| Evento     | Ouro                                                  | Prata                                                          | Bronze                                                    |
| Individual | Individual                                            | Individual                                                     | Individual                                                |
| ---------- | ----------------------------------------------------- | -------------------------------------------------------------- | --------------------------------------------------------- |
| Composto   | KOR Seok Ji-Hyun                                      | RUS Victoria Balzhanova                                        | USA Erika Anschutz                                        |
| Recurvo    | KOR Kim Ye-Seul                                       | KOR Kim Yumi                                                   | ESP Gema Buitrón Cortinas                                 |
| Equipe     |                                                       |                                                                |                                                           |
| Composto   | TPE Taipé Chinês Chen Li-Ju Lin Chia-Ying Wen Yu-Chun | RUS Rússia Natalia Avdeeva Victoria Balzhanova Albina Loginova | KOR Coreia do Sul Kwon Oh-Hyang Seo Jung-Hee Seok Ji-Hyun |
| Recurvo    | KOR Coreia do Sul Chang Hye-Jin Kim Ye-Seul Kim Yumi  | UKR Ucrânia Tetyana Dorokhova Viktoriya Koval Olena Kushniruk  | CHN China Dan Guo Jialing Qian Ling Chen                  |

### Misto
Esses foram os medalhistas:
| Evento   | Ouro                                         | Prata                                          | Bronze                                         |
| -------- | -------------------------------------------- | ---------------------------------------------- | ---------------------------------------------- |
| Composto | RUS Rússia Danzan Khaludorov Albina Loginova | USA Estados Unidos Steven Gatto Erika Anschutz | KOR Coreia do Sul Gyu Kim Dong Jihyun Seok     |
| Recurvo  | KOR Coreia do Sul Hoon Kim Seong Yeseul Kim  | UKR Ucrânia Dmytro Hrachov Viktoriya Koval     | POL Polônia Justyna Mospinek Rafal Dobrowolski |

## Quadro de medalhas
| Ordem | País               | Medalha de ouro | Medalha de prata | Medalha de bronze |    |
| ----- | ------------------ | --------------- | ---------------- | ----------------- | -- |
| 1     | KOR Coreia do Sul  | 5               | 1                | 2                 | 8  |
| 2     | USA Estados Unidos | 2               | 1                | 1                 | 4  |
| 3     | RUS Rússia         | 1               | 2                | 2                 | 5  |
| 4     | UKR Ucrânia        | 1               | 2                | 1                 | 4  |
| 5     | TPE Taipé Chinês   | 1               | 2                |                   | 3  |
| 6     | ITA Itália         |                 | 1                | 1                 | 2  |
| 7     | MEX México         |                 | 1                |                   | 1  |
| 8     | CHN China          |                 |                  | 1                 | 1  |
|       | ESP Espanha        |                 |                  | 1                 | 1  |
|       | POL Polônia        |                 |                  | 1                 | 1  |
| TOTAL | TOTAL              | 10              | 10               | 10                | 30 |